# 由良町 (兵庫県)
由良町（ゆらちょう）は、兵庫県津名郡にあった町。現在の洲本市由良一丁目-由良四丁目、由良町内田、由良町由良にあたる。

## 地理
- 海洋：紀淡海峡
- 島嶼：成ヶ島
- 岬：生石鼻
- 山岳：高熊山
- 河川：天川

## 歴史
- 1878年（明治11年） - 由良浦と内田村が合併して由良浦となる[1]。
- 1889年（明治22年）4月1日 - 町村制の施行により、由良浦が単独で自治体を形成し由良町となる。
- 1955年（昭和30年）3月31日 - 洲本市に編入。同日由良町廃止。

## 町長
- 高津雅雄